# Wallace Bryant (tir à l'arc)
Pour les articles homonymes, voir Wallace Bryant et Bryant.
Wallace Bryant, né le 19 décembre 1863 à Melrose (Massachusetts) et mort le 2 mai 1953 à Gloucester (Massachusetts), est un archer américain.

## Biographie
Wallace Bryant est sacré champion des États-Unis de tir à l'arc en 1903.
Aux Jeux olympiques d'été de 1904 se tenant à Saint-Louis, il obtient une médaille de bronze avec les Boston Archers, où évolue aussi son frère George.